# گورودتسک (استان آرخانگلسک)
گورودتسک (به لاتین: Gorodetsk) یک منطقهٔ مسکونی در روسیه است که در استان آرخانگلسک واقع شده‌است.